# Деревій паннонський
Деревій паннонський (Achillea pannonica) — багаторічна трав'яниста волохато-повстиста (особливо в молодому віці) рослина родини айстрових (складноцвітих).

## Загальна біоморфологічна характеристика
Стебла прямостоячі, прості, 30—80 см заввишки, часто трохи рожево-фіолетові. Листки лінійно-ланцетні, тричіперисторозсічені, листкові частки зближені; нижні листки черешкові, решта — сидячі, при основі — з вушками. Кінцеві частки листків ланцетні або лінійно-ланцетні, до 0,5—0,6 мм завширшки. Квітки зібрані в дрібні кошики, що утворюють негусті щитки; крайові квітки маточкові, язичкові, білі, жовтаві або рожевуваті, серединні — трубчасті, двостатеві. Плід — сім'янка. Цвіте у червні — липні.

## Поширення
Росте на відкритих місцях, схилах і галявинах по всій території України, крім Гірського Криму.
Заготівля і зберігання, хімічний склад, фармакологічні властивості і використання, лікарські форми і застосування — усе так, як у статті Деревій звичайний.

## Систематика
За даними сайту The Plant List деревій паннонський (Achillea pannonica) є синонімом Achillea seidlii J.Presl & C.Presl.